# Água estagnada

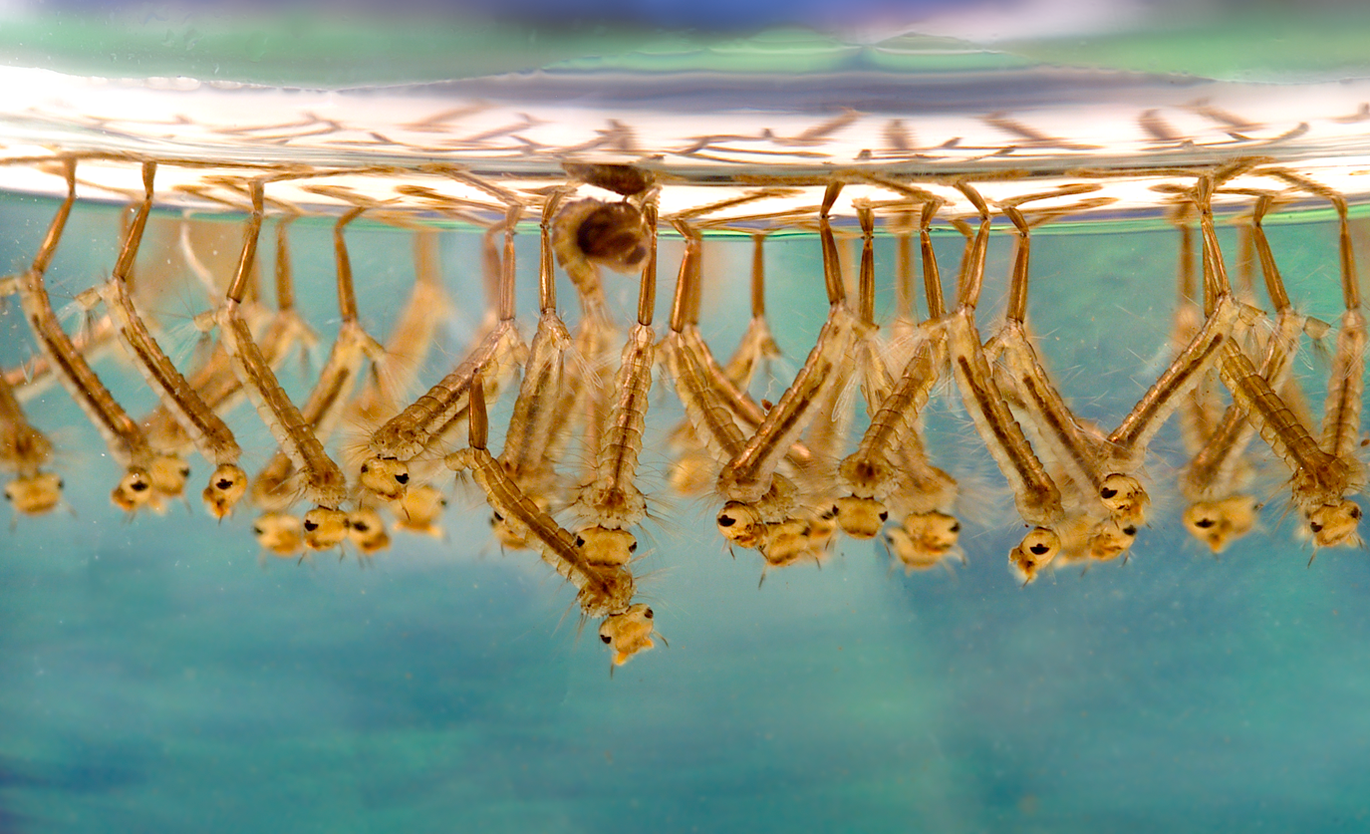
Águas estagnadas são ideais para a proliferação de larvas de insetos, como as larvas de Culex da foto

Água estagnada é aquela que se acumula numa depressão do terreno e que não recebe água afluente, nem possui escoamento. As lagoas ou charcos com água estagnada podem ocorrer naturalmente, quer em regiões naturais, quer em zona urbana com saneamento deficiente, normalmente a seguir às chuvas, ou ser resultantes da rotura de uma canalização.
A água estagnada rapidamente torna-se eutrófica, facilitando o crescimento de vários protozoários e larvas de insetos e outros animais, podendo tornar-se um perigo para a saúde humana e equilíbrio ambiental.